# Grinderman
Grinderman är en australiensisk rockgrupp bestående av medlemmar ur Nick Cave and the Bad Seeds. De släppte ett självbetitlat debutalbum på Mute Records 2007.

## Medlemmar
- Nick Cave (född Nicholas Edward Cave 22 september 1957 i Warracknabeal, Victoria, Australien) - sång, orgel, piano, gitarr
- Warren Ellis (född 1965 i Ballarat, Victoria, Australien) - tenorgitarr, mandolin, fiol, viola, gitarr, sång
- Martyn P. Casey (född Martyn Paul Casey 10 juli 1960 i Chesterfield, Derbyshire, England - basgitarr, gitarr, sång
- Jim Sclavunos (bakgrund: Brooklyn, New York City, USA) - trummor, slagverk, sång

## Diskografi
Studioalbum
- 2007 – Grinderman
- 2010 – Grinderman 2

Remixalbum
- 2012 – Grinderman 2 RMX

Singlar
- 2007 – No Pussy Blues
- 2007 – (I Don't Need You To) Set Me Free
- 2007 – Get It On
- 2010 – Worm Tamer
- 2010 – Heathen Child
- 2010 – Grinderman 2 - Here Come The Wolfman
- 2011 – Mickey Mouse And The Goodbye Man
- 2011 – Evil
- 2011 – Palaces Of Montezuma